# 沖繩戰跡國定公園

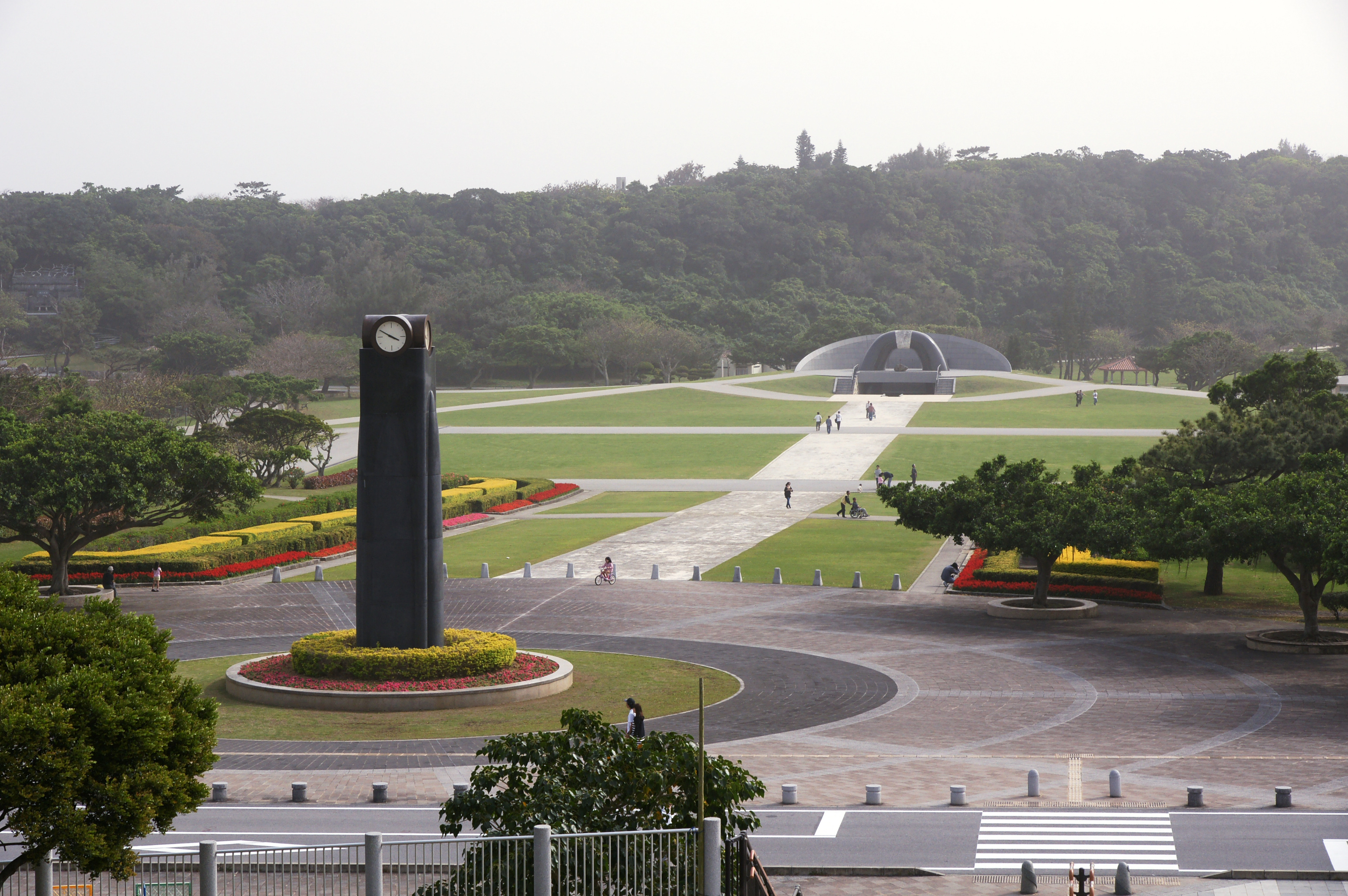
和平祈念公園

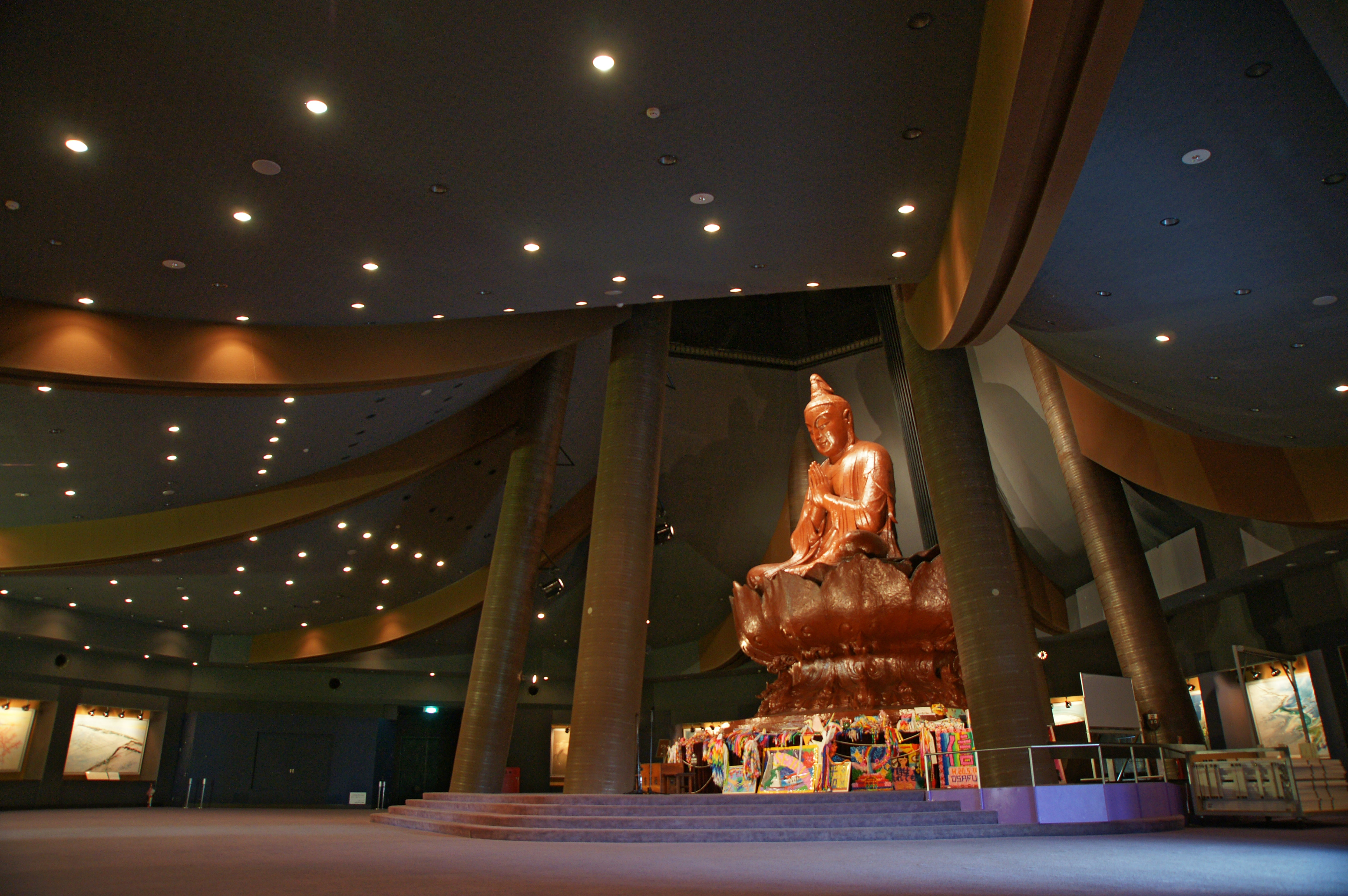
沖繩和平祈念堂

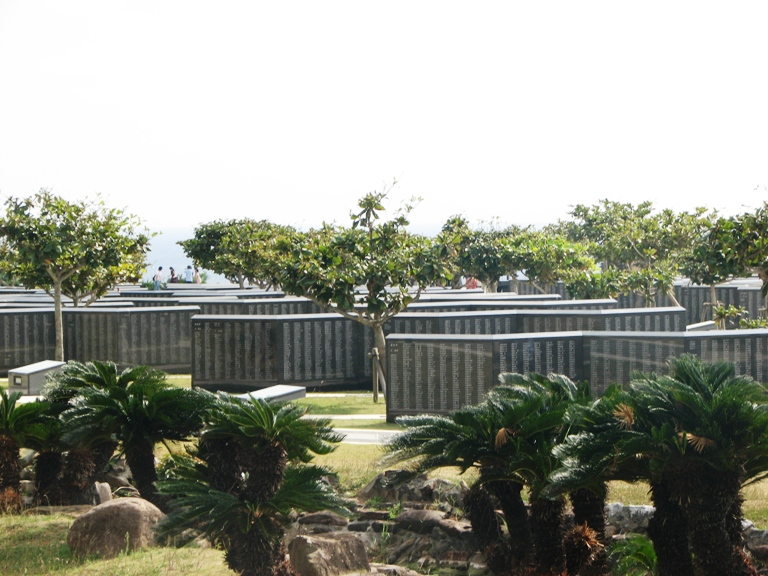
和平之礎

沖繩戰跡國定公園為日本琉球列島沖繩島南部的國定公園，轄區範圍以第二次世界大戰末期沖繩島戰役的戰爭遺跡為主，也是日本唯一以戰爭遺跡設立的國定公園。轄區面積81.3平方千米，包括陸地區域31.27平方公里和海上區域50.03平方公里。於1965年成為琉球政府立公園，1972年沖繩回歸日本後被改為日本國定公園。

## 主要紀念設施
設施以慰靈碑、慰靈塔等為主，慰靈碑和慰靈塔的數量超過100個。

### 和平祈念公園
位於國定公園內的東部的糸滿市摩文仁地區。內設有和平祈念資料館、沖繩和平祈念堂、國立沖繩島戰役陣亡者墳、和平之礎、黎明之塔等的紀念設施。

#### 和平祈念資料館
主要功能為「為在第二次世界大戰中喪失寶貴性命的人們哀悼，並向後人傳達悲慘戰爭的教訓，並期望世界長久和平」，成立於1975年，收藏並展示有沖繩島戰役軍方相關文件和個人收藏、姬百合學生手稿。

#### 沖繩和平祈念堂
是祈禱和平的公園，建於和平祈念公園內，高45米，為七角形的塔型建築，內設有沖繩和平祈念像，周圍設有和平之鐘、美術館。

#### 國立沖繩島戰役陣亡者墳
是安置18萬戰死者遺骨的場所，建於1979年。

#### 和平之礎
建於1995年6月的太平洋戰爭結束50週年紀念，目的是祈求世界和平，其上刻有所有在沖繩島戰役死亡不分國籍的軍人和平民的姓名，並持續接受追加刻記。至2007年6月23日為止，已刻有24萬609人。

#### 黎明之塔
是供奉日軍司令官牛島滿中將和參謀長長勇中將的慰靈塔，建於司令官自盡的司令部壕溝遺跡之上。

### 糸滿市米須靈域
位於和平祈唸公園西南方約2.5公里，設有各都道縣的慰靈碑，包括有川中將等陣亡日軍最後自盡時所處的壕溝。在中央部設有「魂魄之塔」，被認為是為最早設立的沖繩島戰役相關慰靈。

### 姬百合之塔
建於糸滿市米須靈域之北，是祭奠沖繩島戰役中被編為隨軍護士並死亡的沖繩師範學校女子部、沖繩縣立第一高等女學校的職員和學生，共計219人。

## 所屬市町村
- 沖繩縣
  - 糸滿市
  - 島尻郡
    - 八重瀨町

## 外部連結
- 沖繩縣文化環境部和平男女共同參劃課・和平之礎
- 沖繩縣和平祈念資料館 （页面存档备份，存于）
- 財團法人沖繩協會 （页面存档备份，存于） - 沖繩和平祈念堂的營運單位
- 姬百合和平祈念資料館 （页面存档备份，存于）
- 沖繩慰靈導遊圖 （页面存档备份，存于）
- 南部戰線膝をつきて・沖繩島南部戰爭遺的遺骨收集記錄 （页面存档备份，存于）